# Heliga Treenighetens kyrka, Piskavica
Heliga Treenighetens kyrka (serbisk kyrilliska: Црква Свете Тројице; latinska: Crkva Svete Trojice) är en serbisk-ortodox kyrkobyggnad belägen i byn Piskavica, i Serbiska republikens de facto huvudstad Banja Luka, i Bosnien och Hercegovina.
Kyrkan är helgad åt Treenigheten och tillhör Banja Lukas stift.